# 安夸貝區
安夸貝區（葡萄牙語：Ancuabe），是莫桑比克的行政區，位於該國北部，由德爾加杜角省負責管轄，首府設於安夸貝，面積4,984平方公里，2015年人口121,320，人口密度每平方公里24人。